# Lars Tengwall
Lars Tengwall, född den 13 juli 1746 i Lemmeströ socken, död den 3 maj 1809 i Lund, var en svensk jurist. Han var son till prosten Michaël Tengwall. 
Efter bekommen undervisning i föräldrahemmet och några års begagnande av de akademiska föreläsningarna, blev han filosofie magister i Lund, vid jubelfesten den 29 juni 1768, och utnämndes 1772 till juris adjunkt där. Följande år antagen till auskultant i Göta hovrätt erhöll han flera gånger förordnande att bestrida domarsysslor och titeln vice häradshövding. Han blev 1782 professor i naturrätt och praktisk filosofi vid Lunds universitet efter Johan Nelander, som då erhöll ständig tjänstledighet men övergick 1785 till professuren i svensk och romersk rätt efter Lars Johan Colling, som även han blivit entledigad. Utöver de sju akademiska avhandlingar, som utkom under hans presidium utgav han följande arbeten: Afhandling om Fidei-Commisser, efter Kongliga stadgar, angående testamenten, och allmänna Lagen författad (1790), Afhandling om Börds-rätten, efter Sveriges Rikes Lag och dertill hörande stadgar författad (1792), Tvistemåls-Lagfarenbeten, utur Sveriges Rikes Lag och Stadgar utdragen (tryckt första gången 1794, ny upplaga 1802), Anmärkningar till Giftermåls-balken (1794) och Tankar om Fängelse å personer och qvarstad å gods (1799).